# استقبال عالم مارفل السينمائي
يعد عالم مارفل السينمائي إم يو سي، الذي تنتجهُ أستوديوهات مارفل منذ عام 2008، تحت ملكية شركة والت ديزني منذ عام 2009، امتيازًا إعلاميًا، إذ أنتج أكثر من 29 فيلمًا و19 مسلسلًا تلفزيونيًا بالفعل. من خلال العمل مع رواية القصص في الكون المشترك، حقق الامتياز الإعلامي نجاحًا تجاريًا كبيرًا وقد تلقى مراجعات نقدية إيجابية إلى حد كبير. ومع ذلك، فقد تلقت إم يو سي انتقادات، بما في ذلك من عدد من صانعي الأفلام البارزين، تركزت بشكل خاص حول تأثيرها على صناعة الأفلام، وتمثيلها للنساء وشخصيات إل جي بي تي+، والتبييض، فضلاً عن علاقتها بالجيش الأمريكي. 

## الإيرادات
اعتبارًا من يونيو 2022، يعد إجمالي أفلام إم يو سي الأعلى امتيازًا في التاريخ، إذ حققت أكثر من 26 مليار دولار من إيرادات شباك التذاكر عبر جميع أفلامها، أي أكثر من ضعف المبلغ الذي حققه الفيلم الحاصل على ثاني أعلى امتياز، حرب النجوم. في عام 2021، شكلت إم يو سي نحو 30٪ من إجمالي إيرادات شباك التذاكر في أمريكا الشمالية، صعوداً من 18٪ في عام 2018. فيلم عالم مارفل السينمائي الأقل ربحًا هو هالك الذي لا يقهر (2008)، والذي حقق 264.7 مليون دولار، في حين أن الفيلم الأعلى ربحًا هو فيلم المنتقمون: نهاية اللعبة (2019)، والذي بلغت إجمالي أرباحه 2.8 مليار دولار.

## التكريمات
حصلت الأفلام والمسلسلات ضمن الامتياز على عدد من الجوائز والأوسمة الأخرى. رُشحت لـ 135 جائزة زحل، وفازت بـ 36 جائزة، إضافة إلى 12 جائزة هوغو، وفازت بجائزتين. في عام 2019، أصبح فيلم النمر الأسود أول فيلم خارق يجري ترشيحه لجائزة الأوسكار لأفضل فيلم، وفاز بثلاث في حفل توزيع جوائز الأوسكار الحادي والتسعين.

## التأثير على صناعة الأفلام
يُنسب الفضل إلى عالم مارفل السينمائي في الترويج للكون المشترك في الفيلم. في عام 2012، صرح توم روسو من بوسطن دوت كوم ردًا على إطلاق فيلم المنتقمون بأنك "لا تسمع الكثير عن 'الكون' في صناعة السينما". في عام 2014 أفاد تونا أموبي من ستاندرد اند بورز لخدمات أبحاث الأسهم بأنه كان هناك تحول في السنوات الخمس الماضية نحو إنشاء الامتيازات الضخمة، ويعود ذلك إلى حد كبير إلى نجاح إم يو سي، إذ "أثبتت ديزني أن هذا بإمكانه أن يكون منجم ذهب". ساعد الامتياز وفقًا لـمراجعة الأعمال في جامعة كاليفورنيا، بيركلي، في خلق حركة جديدة في هوليوود، إذ هيمنت "الامتيازات/التابعات التي تعتمد على العلامة التجارية على صناعة الأفلام، بدلاً من قوة النجوم في الأفلام المستقلة".
اقترح عدد من النقاد أن الامتياز كان له تأثير ضار على صناعة الأفلام، لا سيما في قيادة صناعة السينما التي تركز بشكل أقل على إنشاء قصص أصلية وزيادة التركيز على إنشاء امتيازات ضخمة تعتمد على بيع المحتوى المتعلق بالملكية الفكرية. صرح الصحفي السينمائي إيان ليزلي بأن هوليوود "تفكر بشكل متزايد في الأفلام بالطريقة نفسها" مثل "إم يو سي"، والتي تعني "اللبنات الأساسية لأكوان متعددة الوسائط والوسائط المتعددة"، مضيفًا أن "الجميع يرغبون في محاكاة نموذج مارفل ولكن لم يقم أحد بذلك بالمقياس نفسه من التسويق نظرًا لقدرتها على استغلال الولاء للعلامة التجارية خارج نطاق الأفلام نفسها". 
في مقابلة عام 2019، انتقد المخرج مارتن سكورسيزي إم يو سي باعتبارها "ليست سينما"، موضحًا لاحقًا في مقال في صحيفة نيويورك تايمز أنه شعر بأنه لا يوجد أي خطر في الامتياز لأن "كل شيء فيها يخضع للعقوبات رسميًا ... البحث في السوق، واختبار الجمهور، وفحصه، وتعديله، ومراجعته، وإعادة تعديله حتى يصبح جاهزًا للاستهلاك. الكثير من أفلام مارفل لا تعدو كونها مجرد 'قص ولصق للآخرين'، كين لوتس، الذي وصف الامتياز بأنه "تمرين ساخر" مصمم لصنع "سلعة تحقق ربحًا لشركة كبيرة"، وفرانسيس فورد كوبولا، الذي قال: "لا أعلم أن أي شخص يحصل على أي شيء من مشاهدة الفيلم نفسه مرارًا وتكرارًا".
ومع ذلك، أثارت تعليقات سكورسيزي جدلًا كبيرًا، إذ صرح الأخوان روسو بأننا "نعرّف السينما على أنها فيلم يمكن أن يجمع الناس معًا لتجربة عاطفية مشتركة"، ومع جيمس غان جادل بأن "العديد من أجدادنا اعتقدوا أن جميع أفلام العصابات كانوا ذاتهم... الأبطال الخارقين هم ببساطة رجال عصابات / رعاة بقر / مغامرون في الفضاء الخارجي". مع جودة الأفلام الفردية داخل إم يو سي، مضيفًا أن "الروابط العاطفية التي صاغها معجبو مارفل بشخصياتها هي جادة ومعبرة". بقدر ما جعلها مركزية. قانون الاتصالات لعام 1996 على وجه الخصوص. 

## التقييم

### ممارسات العمل
جادل دامون يونغ من جامعة ملبورن بأن "عالم مارفل السينمائي الواسع بُني بواسطة العمالة منخفضة الأجر وغير المستقرة"، إدارة سيئة. في موقع فالتشر دوت كوم، ذكر أحد الفنانين الذين عملوا في إنتاجات إم يو سي أنهم عملوا "سبعة أيام في الأسبوع، بمتوسط 64 ساعة في الأسبوع في أسبوع جيد"، وأن "التغييرات المنتظمة المطلوبة تتخطى أي طريقة أخرى". يقوم العميل بذلك، موضحًا أنه "ربما قبل شهر أو شهرين من عرض الفيلم، ستطلب منا مارفل تغيير الفصل الثالث بأكمله".
في عام 2021، رفعت الممثلة سكارليت جوهانسون، التي لعبت دور الأرملة السوداء في عالم مارفل السينمائي، دعوى قضائية ضد ديزني بسبب الإصدار المتزامن لفيلم الأرملة السوداء في كل من المسارح وفي خدمة البث ديزني+. زعمت الدعوى أن هذا انتهك عقدها ومنعها من تلقي مكافأة من أرباح شباك التذاكر. جرت تسوية الدعوى في وقت لاحق في عام 2021.
واجه الامتياز أيضًا انتقادات لممارساته التجارية فيما يتعلق بمبدعي الكتب المصورة. صرح جو كيسي، أحد مؤلفي شخصية أمريكا تشافي، أن هناك "عيوبًا منهجية في الطريقة التي لا يجري فيها احترام المبدعين أو مكافأتهم"، مشيرًا بشكل خاص إلى استخدام تشافيز في فيلم دكتور سترينج في الأكوان المتعددة الجنونة التي لم يتلق أي تعويض عنها.
في يوليو 2022، تحدث فنانو المؤثرات المرئية من العديد من الشركات التي تقوم بأعمال تعاقدية لصالح مارفل ضد سوء المعاملة من قبل مارفل والاستوديوهات الأخرى. انتقد ميل مارفل المزعوم إلى <بيكسل> الفنانين بالمطالبة بإضافات اللحظة الأخيرة إلى العمل، والتي غالبًا ما تأتي من عدة موظفين من جانب الاستوديو دون اتصال واضح.

#### أسلوب
واجهت إم يو سي انتقادات للتشابه في الأسلوب بين أفلامها، إذ قال بعض النقاد إنها مفرطة التجانس. صرح دايس جونسون أن "فيلم مارفل" أصبح نوعًا خاصًا به، نموذجًا أصليًا للأفلام المصقولة والملحمة والمليئة بالحركة والمليئة بخط واحد. على الرغم من بعض الاختلافات الجمالية، فإن كل فيلم من أفلام إم يو سي يدخل في هذا النمط مع ذلك، دافع آخرون عن أسلوب الامتياز باعتباره ذا قيمة لمكانته الثقافية الخاصة. قال عمر مظفر من جامعة لويولا في شيكاغو أنه "في بعض الأحيان، بعد أسبوع طويل، أحتاج إلى مشهد عملاق يرضي الجماهير ويسليني، قائلاً إنه حتى لو لم يكن الامتياز صعبًا، فهناك تفاؤل يسود الجميع الأفلام.